# Chris Herd
Christopher „Chris“ Herd (* 4. April 1989 in Perth, Australien) ist ein ehemaliger australischer Fußballspieler. Der Mittelfeldspieler spielte bis 2015 bei Aston Villa und war australischer Nationalspieler.

## Spielerkarriere

### Vereinskarriere
Herd spielte in Australien auf Jugendebene für ECU Joondalup und den Bayswater City SC, bevor er im Februar 2005 gemeinsam mit seinem Landsmann Shane Lowry an der Jugendakademie des englischen Klubs Aston Villa aufgenommen wurde.
Anfang 2008 wurde Herd erstmals verliehen, um Spielpraxis zu sammeln, und kam beim Drittligisten Port Vale zu seinem Profidebüt. Nach elf Einsätzen in zwei Monaten endete sein Leihvertrag bei Port Vale im März 2008 und es schloss sich direkt ein weiteres einmonatiges Leihgeschäft mit dem Viertligisten Wycombe Wanderers an. Die Saison 2009/10 verbrachte er auf Leihbasis beim Viertligisten Lincoln City FC. Ab November 2010 kam er bei Aston Villa in der Premier League zum Einsatz und bestritt bis Ende 2013 wettbewerbsübergreifend insgesamt 42 Pflichtspiele für den Verein. Nachdem er ab Anfang 2014 bis dahin zu keinem Einsatz mehr gekommen war, wurde er während der Saison 2014/15 zweimal für jeweils einen Monat an die Bolton Wanderers sowie an Wigan Athletic ausgeliehen. Nach Ablauf der Saison wurde sein Vertrag bei Aston Villa nicht verlängert, woraufhin sich Herd dem Drittligisten FC Chesterfield anschloss.
Im Sommer 2016 verpflichtete ihn der australische Erstligist Perth Glory, wobei er bereits Ende Juli seinen Vertrag aus familiären Gründen wieder auflöste. Stattdessen spielte er ab Oktober bis zum Saisonende beim englischen Drittligisten FC Gillingham. Im Sommer 2017 wechselte Herd erneut nach Australien und schloss sich den Western Sydney Wanderers an. Nach lediglich neun Einsätzen bei dem Erstligisten verließ er den Verein im Sommer 2018 wieder. Es folgten noch jeweils kurze Stationen in Thailand beim amtierenden Meister Buriram United, in Indien bei Chennaiyin FC, in Bangladesh bei Sheikh Russel KC sowie zuletzt in Malaysia bei Terengganu FC, ehe er seine Spielerkarriere im Sommer 2021 beendete.

### Nationalmannschaftskarriere
Mit der australischen U20-Nationalmannschaft nahm Herd an der U20-Weltmeisterschaft 2009 teil und kam dort bis zum vorzeitigen Ausscheiden der Mannschaft nach der Gruppenphase zu einem Einsatz.
Nachdem er bereits 2011 und 2012 in den Kader berufen worden, dort jedoch jeweils verletzungsbedingt nicht zum Einsatz gekommen war, debütierte er schließlich im September 2014 bei einem Freundschaftsspiel gegen Belgien in der australischen A-Nationalmannschaft. Bis Oktober bestritt er gegen Saudi-Arabien und Katar noch zwei weitere Länderspiele. Anfang 2015 gehörte er dem australischen Kader für die Asienmeisterschaft an und saß dort beim ersten Gruppenspiel gegen Kuwait auf der Ersatzbank, zog sich anschließend im Training jedoch eine Verletzung zu und fiel für den Rest des Turniers aus, welches die Mannschaft in seiner Abwesenheit gewinnen konnte. Im Anschluss wurde er nicht mehr in die Nationalmannschaft berufen.